# Isak Runberg
Isak Runberg, född 28 mars 1699 i Väderstads socken, Östergötlands län, död 19 september 1764 i Torpa socken, Östergötlands län, var en svensk präst.

## Biografi
Isak Runberg föddes 1699 i Väderstads socken. Han var son till gästgivaren Nils Larsson och Anna Greta Axstelius på Runnestad i Röks församling. Runberg blev 1729 student vid Lunds universitet och prästvigdes 7 april 1725. Han blev 26 mars 1729 komminister i Vadstena församling och 11 juni 1744 kyrkoherde i Torpa församling. Runberg avled 1764 i Torpa församling.

### Familj
Runberg gifte sig 1728 med Anna Magdalena Wallin (1699–1769). Hon var dotter till kyrkoherden Johannes Wallin i Odensvi församling. Hon hade tidigare varit gift med kyrkoherden Isak Trivallius i Malexanders församling. Runberg och Wallin fick tillsammans barnen komministern Isak Runberg (född 1729) i Styra församling, kyrkoherden Johan Runberg (1731–1793) i Ulrika församling och Anna Magdalena Runberg (1737–1808) som var gift med fänriken Johan Valentin Scharff i Bubbetorp.